# Gamasomorpha mornensis
Gamasomorpha mornensis là một loài nhện trong họ Oonopidae.
Loài này thuộc chi Gamasomorpha. Gamasomorpha mornensis được P. L. G. Benoit miêu tả năm 1979.